# Сагитална раван
Сагитална раван која је ограничена  високим и дубоким димензијама, у анатомији, је уздужна раван која под правим углом у односу на чеону раван пролази кроз тело од напред (спреда) ка назад (позади), и дели га на десни и леви део. Ове две половине су потпуно асиметричне.
Иако се ова раван може провући кроз тело било где, она има бесконачан број. У анатомији човека постоји посебно место за сагиталну раван, а то је тачно на средини тела - кроз сагитални  шав који повезује две паријеталне кости лобање. У овом случају се назива средња или средња сагитална раван, или скраћено  сагитална раван.  
Покрети тела у сагиталној равни обухватају флексију, екстензију и хиперекстензију, као и дорзалну и плантарну флексију.

## Назив
Анатомски термин сагитално сковао је Жерар из Кремоне  (лат: Gerardus Cremonensis; итал: Gerado di Cremona 1114–1187), а  потиче од латинске речи sagitta, која значи  стрела - јер  попут стреле пробија тело и пролази од напред (спреда) ка назад (позади), па је примена параболичне путање стрела послужила као један од начина да се демонстрира извођење термина. 
Друго објашњење би било пресецање сагиталног шава позади ламбдоидним шавом — слично перу на стрели. 

## Намена
Сагитална раван у анатомији и клиничкој пракси служи као просторна референца која олакшава опис и лоцирање органа и структура тела.

## Анатомија
Сагитална раван (такође названа и средња раван , медиосагитална , медијална или медијана која је у центру тела) пошто је окомита на тло, пролази тачно кроз средину тела и мозак,  и  у анатомском смислу дели тело  на две приближно подједнаке  половине, леву и десну (чинећи билатералну симетрију). Он пролази кроз структуре средње линије као што су пупак и кичма. То је једна од две равни која, у комбинацији са пуплчаном равни дефинише четири квадранта људског трбуха.
Парасагитална или парамедијална раван се користи да опише било коју раван паралелну или суседну сагиталној равни, и може бити:
- Средња клавикуларна линија која пролази кроз клавикулу или кључну кост.
- Латерална и парастернална раван.[9]

## Сагитална линија
Сагитална линија или сагитални рез је референтна вертикала која теоретски прелази преко тела у средњем и централном делу, као замишљени висак. Сагитална линија помаже у разликовању чланова или елемената на  левој или десној страни , али се примењује и у случају да би се на људском телу одредило  шта је испред или иза. 
Иако је ова референтна линија поделе  чешћа и видљива у студијама или шемама у две димензије, она је као референца применљива и на три димензије. 
Сагитална раван, позната и као уздужна раван, дели тело на леву и десну половину. 

## Покрети који се обављају у сагиталној (уздужној) равни
Покрети који се обављају у сагиталној (уздужној) равни укључују кретање напред и назад. Наше свакодневне активности се обично одвијају у овој равни јер се обично крећемо замахујући рукама и ногама испред себе.
Покрети у сагиталној (уздужној) равни укључују:
- Флексију: савијање удова да би се смањио угао у зглобу (нпр подизање бучице током савијања бицепса савија лакат)
- Екстензију: покрет који повећава угао у зглобу (нпр  подизање ноге иза себе током стајања продужава зглоб кука)
- Дорзифлексију: савијање скочног зглоба тако да се врх стопала и прсти померају према потколеници
- Плантарну флексију: савијање скочног зглоба тако да се стопало гура надоле, а прсти померају у страну

С обзиром да је то једна од најчешћих равни кретања, постоји много вежби које се крећу у сагиталној (уздужној) равни. Примери укључују прегибе на бицепсу, напред или уназад , чучњеве,  дизање , ходање и трчање.